# Zeus (filme)
Zeus é um filme português de biografia, realizado por Paulo Filipe e produzido por Pedro Bento. Estreou-se em Portugal a 5 de janeiro de 2017.

## Sinopse
O filme retrata a partida de Manuel Teixeira Gomes, o sétimo presidente da Primeira República Portuguesa, que após 26 meses no cargo, decide deixar tudo e viajar espontaneamente a bordo do paquete Zeus, e assim, viajar pelo mundo.

## Elenco
- Sinde Filipe como Manuel Teixeira Gomes
- Idir Benaibouche
- como Amokrane
- Amel Malhan Hanifi como Melle Berg
- Boulem Zeblah como Mr. Berg
- Carloto Cotta como Norberto Lopes
- Catarina Luís como Maria Adelaide
- Fodil Assooull como Meddah
- Hichem Mesbah como Martin
- Ivo Canelas como Ramiro
- Louiza Habani como Mme Guillhemin
- Luís Vicente como Médico
- Miguel Cunha como João dos Castelos
- Mohamed Lefkir como Hakim
- Mourad Oudjit como Dupond (as Morad Houdjit)
- Paulo Pinto como Cunha Leal
- Paulo Pires como Viana de Carvalho
- Rita Brutt como Ana Rosa
- Sílvia Brito como Belmira das Neves
- Sílvia Filipe como Governanta Palácio de Belém
- Sofia Leite como Isabel
- Sylvie Rocha como Dona Isaura
- Tarik Bouarrara como Amastan
- Teresa Faria como Dona Ermelinda
- Sid Ahmed Agoumi como Commissaire Legrand
- Carla Chambel como Quitéria
- Carlos Santos como General Gomes da Costa
- Chahrazad Kracheni como Carmen
- Constança Machado Leite como Maria Manuela
- Filipa Areosa como Rosalina
- Francisco Sousa como Oficial de Serviço
- Hamid Amirouche como Ultra
- João Paulo Patrício como Guarda Palácio de Belém
- Joaquim Nicolau como Osório
- Meriem Djedis como Yemna
- Mohamed Brahmi como Homem Roupa Ocidental
- Yacine Cherief como Jeune Kabile
- Manuela de Freitas como Voz Marioneta (voice)
- Cristina Benedita como Voz Marioneta (voice)
- Abílio Bejinha como Bus passenger
- Inês Conde
- Vitor Pinto